# Адоевщина (Ульяновская область)
Адоевщина — село в Радищевском районе Ульяновской области, в составе Радищевского городского поселения.

## История
Село Адоевщина (Одоевщина, Знаменское) основано в начале XVIII века князем Одоевским. 
В 1705 году земли, где позднее возникло село, были отданы Н. В. Смолкову и В. Вытчикову. А в 1713 году они обменяли их на подмосковное имение князя Алексея Юрьевича Одоевского. Позже, в 1764 году, Мария Ивановна Одоевская получила село в приданое, когда вышла замуж за Андрея Осиповича Закревского  — директора Императорской академии художеств в Петербурге. Таким образом, с 1713 по 1784 год эти земли принадлежали князьям Одоевским. А после смерти Марии Ивановны в 1784 году перешли Закревским,  один из которых — Андрей Дмитриевич — был близким другом М. Ю. Лермонтова. 
В 1796 году на средства прихожан была построена церковь Знамения Пресвятой Богородицы. Основными пожертвованиями были от дворян Закревских, которым принадлежало в те годы село. С постройкой церкви село стало называться Знаменское.
В Списке населённых мест Российской империи по сведениям за 1859 год упоминается как владельческое село Одоещина (оно же Знаменское) Хвалынского уезда Саратовской губернии, расположенное при речке Терешке по просёлочному тракту из Хвалынска в город Кузнецк на расстоянии 50 вёрст от уездного города. В населённом пункте насчитывалось 370 дворов, проживали 1113 мужчин и 1201 женщина, имелись православная церковь, ярмарка, базар и овчарня.
В 1864 году в селе открылась школа.
Согласно переписи 1897 года в Адоевщине проживали 2178 жителей (1062 мужчин и 1116 женщин), из них православных — 2099. 
В 1901 году деревянная церковь была перестроена. Рядом с ней находилась усыпальница Закревских. 
В 1930 году церковь закрыли .
В 1912 году в селе Адоевщина (Одоевщина, Знаменское) было 444 двора, 2625 жителей, деревянная Знаменская церковь, построенная в 1901 году (сохранилась, архитектурный облик изменен при перестройке под склад), церковно-приходская и земская школы.
Согласно Списку населённых мест Саратовской губернии 1914 года, Адоещина являлась волостным селом Адоевщинской волости. По сведениям за 1911 год в селе проживали преимущественно бывшие помещичьи крестьяне, великороссы, составлявшие два сельских общества, в первом насчитывались 285 хозяйств (дворов), проживали 821 мужчина и 841 женщина, во втором - 159 дворов, 478 мужчин и 475 женщин. В селе имелись церковь, церковно-приходская и земская школы.

## Население
Динамика численности населения по годам:
| Годы      | 1859 | 1897 | 1911 | 1989 | 2002 |
| --------- | ---- | ---- | ---- | ---- | ---- |
| Население | 2314 | 2178 | 2625 | ≈820 | 778  |

| 2010 |
| ---- |
| 684  |

Национальный состав
Согласно результатам переписи 2002 года русские составляли 97 % населения села.

## Инфраструктура
Школа, дом культуры, библиотека, медпункт, правление АО «Красная Звезда» (бывшего одноименного колхоза).

## Достопримечательности
- Памятник погибшим воинам в Великой Отечественной войне (1969)[9]
- Храм иконы Божией Матери Знамение[10]